# Platnickia
Platnickia is een geslacht van spinnen uit de familie mierenjagers (Zodariidae).

## Soorten
Het geslacht kent de volgende soorten:
- Platnickia bergi (Simon, 1895)
- Platnickia bolson Grismado & Platnick, 2008
- Platnickia elegans (Nicolet, 1849)
- Platnickia roble Grismado & Platnick, 2008
- Platnickia wedalen Grismado & Platnick, 2008